# 中華民國—加彭關係
中華民國與加彭共和國於1960—1974年有官方外交關係，斷交後，目前沒有在對方首都互設具大使館功能的代表機構。對加彭的相關事務由駐歐盟兼駐比利時代表處、駐法國台北代表處、駐普羅旺斯臺北辦事處共同管轄。

## 政治

### 外交

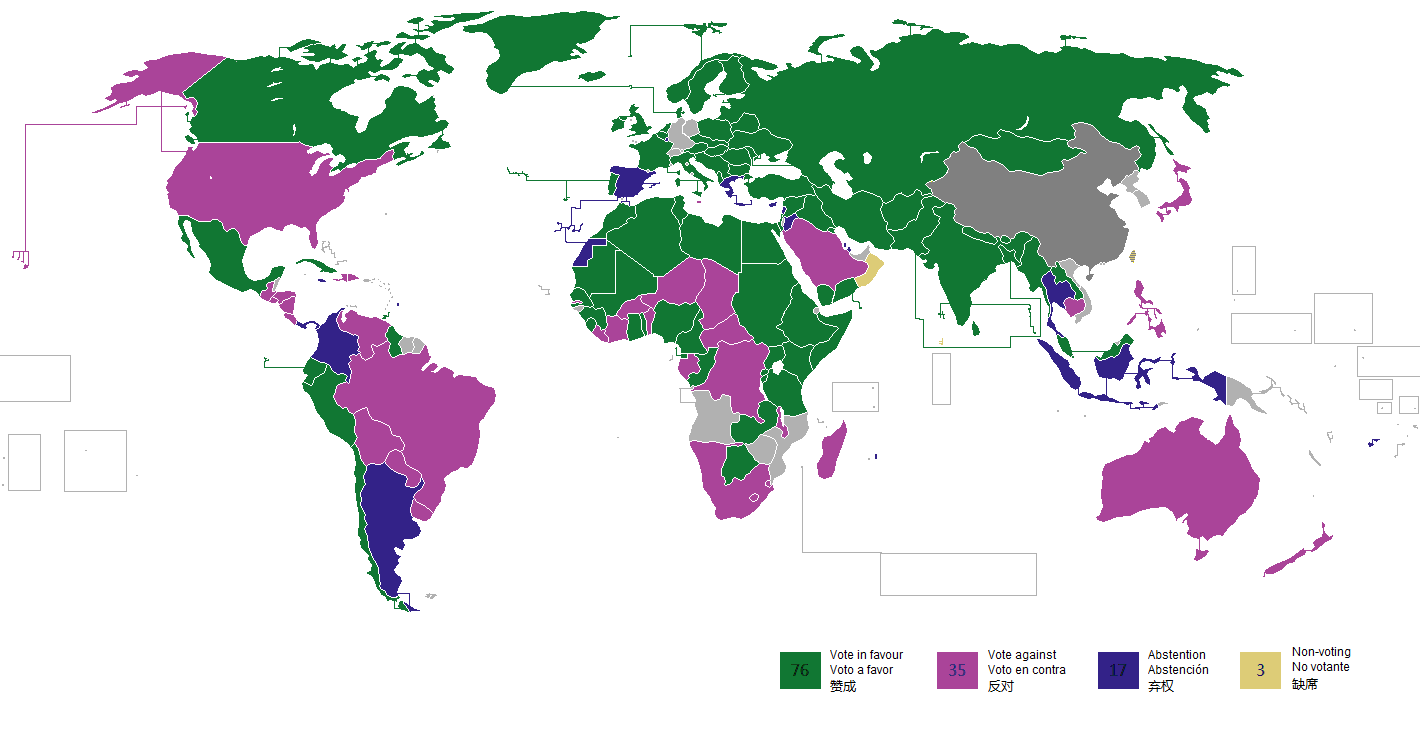
紫色國家表示在1971年的投票中支持中華民國續留聯合國，即《聯合國大會2758號決議》，其中包括加彭。

1960年8月17日，加彭自法屬赤道非洲獨立。12月9日，兩國建立大使級外交關係。
1965年5月，於首都自由市設立中華民國駐加彭共和國大使館，並派駐大使。
1967年，於首都臺北設立加彭共和國駐中華民國大使館，並派駐大使。
1974年3月30日，加彭與中華民國斷交。
2023年4月19日，中華人民共和國與加彭發表《關於建立全面戰略合作夥伴關係的聯合聲明》，其中第3點表示「加方重申坚定奉行一个中国原则，认为台湾是中国不可分割的一部分，反对任何损害中国主权和领土完整的言行，坚定支持中国政府为实现国家统一所作的努力。」中華民國外交部對於中國共產黨政府持續在國際間發表貶損中華民國主權的不實論述，以及加彭扈從其侵略擴張的陰謀，表達嚴正抗議並予以嚴厲譴責。

## 經濟

### 貿易
| 年分 | 貿易總額  | 貿易總額 | 貿易總額 | 出口至加彭 | 出口至加彭 | 出口至加彭 | 自加彭進口 | 自加彭進口 | 自加彭進口 | 順逆差  |
| 年分 | 金額      | 年增減   | 排名     | 金額       | 年增減     | 排名       | 金額       | 年增減     | 排名       | 順逆差  |
| ---- | --------- | -------- | -------- | ---------- | ---------- | ---------- | ---------- | ---------- | ---------- | ------- |
| 2017 | 5,484,012 | ▲121.9%  | 160      | 1,894,860  | ▲40.7%     | 161        | 3,589,152  | ▲219.2%    | 131        | 逆差 -- |
| 2018 | 3,635,520 | ▼33.7%   | 162      | 1,140,787  | ▼39.8%     | 172        | 2,494,733  | ▼30.5%     | 141        | 逆差▼   |
| 2019 | 7,441,790 | ▲104.7%  | 157      | 830,346    | ▼27.2%     | 177        | 6,611,444  | ▲165.0%    | 118        | 逆差▲   |
| 2020 | 4,693,434 | ▼36.9%   | 165      | 958,876    | ▲15.5%     | 173        | 3,734,558  | ▼43.5%     | 128        | 逆差▼   |
| 2021 | 2,968,166 | ▼36.8%   | 176      | 573,495    | ▼40.2%     | 184        | 2,394,671  | ▼35.9%     | 137        | 逆差▼   |
| 2022 | 7,110,805 | ▲139.6%  | 161      | 617,965    | ▲7.8%      | 183        | 6,492,840  | ▲171.1%    | 118        | 逆差▲   |
| 2023 | 7,631,314 | ▲7.3%    | 153      | 693,138    | ▲12.2%     | 177        | 6,938,176  | ▲6.9%      | 113        | 逆差▲   |
| 2024 | 4,015,089 | ▼47.4%   | 170      | 504,122    | ▼27.3%     | 187        | 3,510,967  | ▼49.4%     | 133        | 逆差▼   |

2023年的兩國貿易項目如下：
出口至加彭的前10大項目為：发动机用零件；機動車輛所用之零件與附件；冷藏機、冷凍機與其他冷藏或冷凍設備；电动机與发电机；其他机械零件；內科、外科、牙科或兽医用家具以及理髮用椅；丙烯或其他烯烃之聚合物；特殊物品，含出口未超過5萬新臺幣之小額報單與其他零星物品；橡膠或塑料加工機或以此類原料製造產品之機械；传动轴、曲柄、軸承、齿轮、滾珠、飛輪或滑轮、離合器或联轴器；離心分離機、液體或氣體過濾與淨化機具等。
自加彭進口的項目為：木材；供飾面用、合板用或其他類似積層材用單板與木材；手工具、噴燈、老虎钳、夹子、砧、手提鍛爐、磨輪；鋼鐵製餐桌、廚房或其他家用物品及其零件；特殊物品，含進口未超過5萬新臺幣之小額報單與其他零星物品等。

## 協定
| 日期          | 簽署                                         | 備註     |
| ------------- | -------------------------------------------- | -------- |
| 1963年1月19日 | 《中華民國與加彭共和國農業發展技術合作協定》 | [ 註 1 ] |
| 1973年11月8日 | 《中華民國與加彭共和國糖業合作協定》         |          |

## 簽證

持中華民國護照的中華民國國民簽證要求分布圖：入境加彭可以電子簽證／落地簽證。

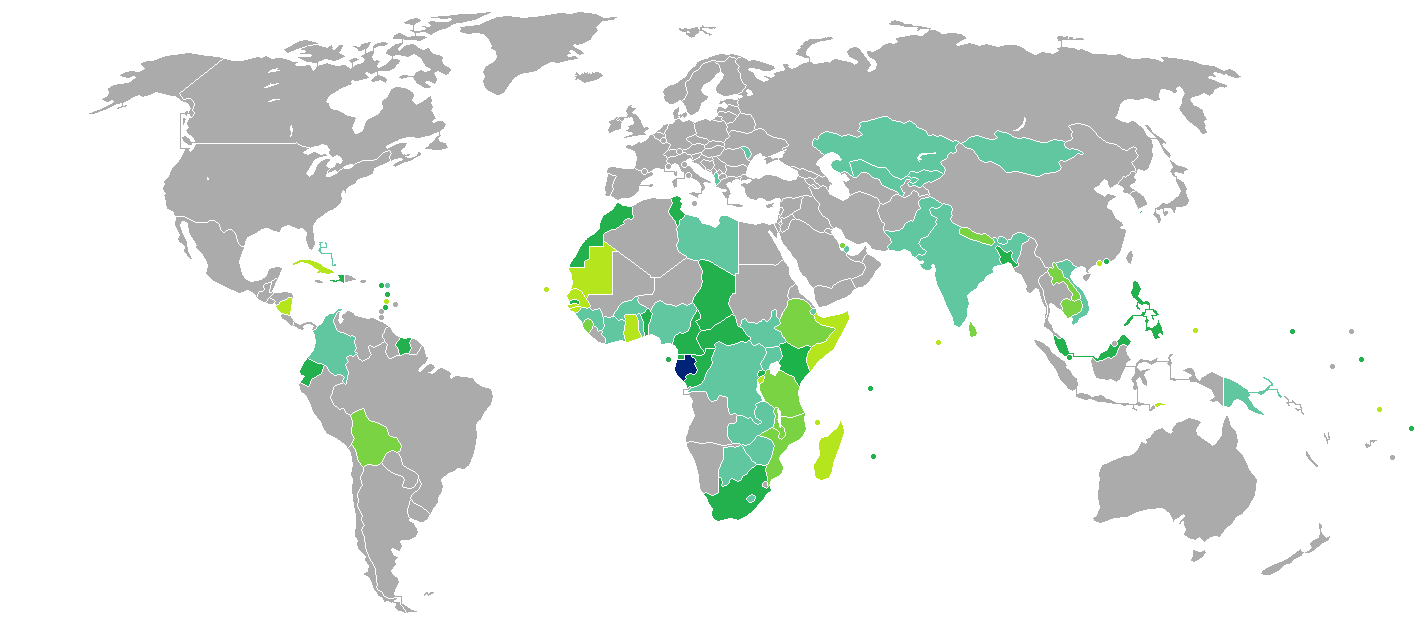
持加彭護照的加彭人口簽證要求分布圖：入境中華民國需要簽證。

兩國國民皆須申請簽證方可入境對方國家。持中華民國護照的中華民國國民可至該國移民局的電子簽證申請系統取得入境許可後，於抵達首都的利伯維爾國際機場辦理落地簽證入境。入境須出示黃熱病的疫苗接種證明（黃皮書）。
持加彭護照的加彭國民抵台參加由中央政府機關主辦、協辦或贊助之國際會議、運動賽事、商展或其他活動，可以電子簽證入境中華民國，停留最多30天並不得延期。

## 交通

### 航空

#### 客運
兩國無直航班機，可經由（不計航點遠近，截至2023年6月28日）：
- 臺北→伊斯坦堡、巴黎，再轉機前往加彭的國際機場（英语：List of airports in Gabon）。

### 駕車
持有中華民國國際駕駛執照或申請加彭駕駛執照，並投保車險，可在加彭駕車。

## 外部連結
- 中華民國外交部－加彭共和國簡介 （页面存档备份，存于）
- 駐歐盟兼駐比利時代表處
- 駐法國台北代表處
  - 駐普羅旺斯辦事處
- 外交部領事事務局－國外旅遊警示分級表
- 中華民國衛生福利部－國際旅遊疫情建議等級
- 中華民國國際經濟合作協會 （页面存档备份，存于）